# António Egidio Henriques de Araújo
António Egídio Henriques de Araújo (Calheta, 1 de setembro de 1891 – Funchal, 27 de dezembro de 1977 (86 anos) personalidade incontornável da história da Madeira do Século XX, engenheiro eletrotécnico, foi Vogal e Vice Presidente da Junta Geral do Distrito Autónomo do Funchal (1931 - 1954), Presidente e vice-presidente da Comissão Distrital da Assistência.
Foi um grande empreendedor, empresário notável, dotado de grande iniciativa, foi gerente e administrador de várias empresas, entre as quais a ECM - Empresa de Cervejas da Madeira - (1934-1975) que foi fundador, gerente e administrador.
Casou duas vezes e foi pai de dezanove (20) filhos  tendo em descendência direta sessenta e sete (67) netos e 113 bisnetos.
Faleceu no Funchal a 27 de dezembro de 1977, "... um homem que a todos nós deixou importantíssimo legado de honradez, austeridade e espirito de iniciativa... o eng.º António Henriques de Araújo tinha uma só palavra - a da verdade - e um só comportamento - o da Honradez..." segundo Ernesto Rodrigues no DN da Madeira.

## Biografia
Nasceu  na freguesia dos Prazeres, Calheta, Madeira, a 1 de setembro de 1891, filho de José Gomes Henriques de Araújo (24.02.1856 - 25.02.1944) e de D. Maria Isabel Neves Farinha (04.03.1869 - 31.12.1937) que casaram a 17 de fevereiro de 1887.
Cursou o Liceu do Funchal e depois seguiu para Lisboa, a fim de tirar o curso de engenharia eletrotécnica, mas, em 1911, e por sugestão de um seu parente que havia regressado do estrangeiro, ao saber da sua ambição, aconselha-o que abandone a Universidade de Lisboa e se matricule numa Escola de Engenharia em Londres. Assim o fez, formando-se em 1915, com as mais altas classificações.
Em 1916 com a entrada de Portugal na Grande Guerra (1914-1918) ofereceu os seus préstimos e, como oficial miliciano, partiu para a França. Notado logo pelos seus superiores, as suas altas qualidades de técnico competente, foi imediatamente nomeado chefe dos oficiais do C.E.P. de Paris onde prestou relevantes serviços como Alferes Equiparado de Engenharia.
Terminada a guerra, em 1918, volta para Londres onde casou a 05.08.1919, pela primeira vez, com D. Phoebe Janet Melvill (06.12.1919 - 09.09.1927), de nacionalidade escocesa, com quem teve três filhos. No Funchal, viria a casar uma 2ª vez na Igreja de São Pedro a 07.02.1929, depois de viúvo, com D. Maria Beatriz Malheiro (4 de janeiro de 1910) , com quem teve dezassete filhos. De sua descendência direta teve sessenta e sete (67) netos e cento e onze (111) bisnetos.
Em finais 1919 voltou à Madeira, sua terra natal, onde foi professor provisório do Liceu e convidado para exercer as funções de engenheiro da Fábrica Leão, à qual deu um grande desenvolvimento, fundando em 1934 a Empresa de Cervejas da Madeira (E.C.M) que dirigiu até à década de 70.
Conhecido por Engenheiro, havia quem dissesse que não se podia intitular dessa forma, por se dizer que o curso não seria reconhecido em Portugal, ao que respondeu, que nunca assim se intitulou apesar de recordar que  durante a 1º Guerra ter sido Alferes Equiparado de Engenharia ao serviço do Exercito Português.
Numa carta que escreveu, contou, que quando chegou à Madeira não ingressou em partidos políticos, queria consolidar antes a sua vida material. No entanto, devido a situação da região e do pais, rapidamente mudou de opinião, não ingressou em partidos políticos mas aceitou pertencer a comissões de dirigentes do Centro Católico Português, no qual serviu como Vice-presidente da Comissão Executiva lidera pelo Dr. Teodorico Fernandes.

## Junta Geral do Distrito do Funchal
Nas eleições de 1925, foi candidato como independente e eleito pela Calheta, para procurador da Junta Geral do Distrito do Funchal, tendo presenciado a algumas sessões da junta, assistindo a cenas de pugilato comuns na época, antes de ser afastado por se ter "provado" a existência de irregularidades numa das secções de voto por onde tinha sido eleito.
Depois do Golpe de Estado de 28 de Maio de 1926, segundo o Eng. António Egídio Henriques de Araújo, verificou-se a tendência de estagnação do progresso da Madeira. Assim, em 1930, a convite do Governador Coronel José Maria de Freitas, passou a ser Vice Presidente da Comissão Administrativa da Junta Geral sob a Presidência do Engenheiro Luís Acciaouli. Por ter sido afastado do cargo o então presidente, o Eng. Araújo ficou na presidência em exercício. Em consequência das repetidas recusas para o exercício do cargo de presidente, foi nomeado o Dr. João Abel de Freitas, que se sabe, condicionou a aceitação do cargo se o Eng. António Egídio Henriques de Araújo fosse nomeado para o cargo de vice-presidente, não só por serem amigos, mas essencialmente por conhecer os pontos de vista e o trabalho realizado desde 1926 na Junta Geral mais tarde apresentado ao Presidente do Governo Oliveira Salazar. Entre 15 de janeiro de 1935 e 8 de março de 1947, durante cerca 12 anos, são notáveis a quantidade de obras de grande envergadura, qualidade e importância que foram concretizadas na Região Autónoma da Madeira.
Com a saída do Dr. João Abel de Freitas da presidência da Junta Geral, em 1947, o Eng. António Egídio Henriques de Araújo, ficou como presidente interino,  mas segundo Alberto Vieira, " … não aceitou por motivos particulares …" (família e atividade empresarial) o cargo de presidente, que havia sido proposto pelo Dr. João Abel de Freitas que tinha ascendido a Governador Civil da Madeira.
Face a esta recusa, o novo Governador Civil convidou o Dr. João Figueira de Freitas com quem colaborou de novo como Vice-Presidente entre 1947/1951, dando continuidade à concretização de projetos e obras de grande relevância para a Região.

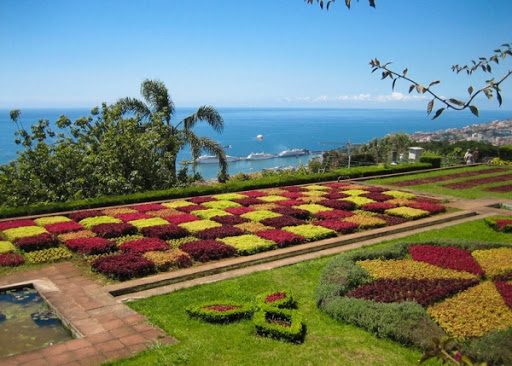
Jardim Botânico da Madeira

Após complicações políticas locais, o Dr. João Figueira de Freitas, foi substituído pelo Eng. Agrónomo António Camacho Teixeira de Sousa na presidência da Junta, ficando novamente o Eng. Araújo em serviço na junta. No entanto e segundo testemunho do Eng. Araújo, nunca foi nomeado oficialmente vice-presidente para que o pudesse substituir durante as ausência como deputado na República, criando assim alguns embaraços. Apesar de tudo, entre 1951 e 1954 colaborou e trabalhou intensamente na Junta Geral, tendo sido responsável por vários orçamentos (1952, 1953 e 1954) numa altura em que (palavras suas) seria inevitável a intervenção do Governo Central, para que a Junta pudesse continuar a desempenhar o papel que lhe estava confiado. Após alguns desentendimentos com o então presidente, apresentou através de carta dirigida  ao presidente do Governo Central a 6 de janeiro de 1954, a sua demissão do cargo.
Assim foi, durante 24 anos, entre 1930 e 1954 foi vogal, vice-presidente da Junta Geral do Distrito Autónomo do Funchal, tendo papel preponderante na organização, na elaboração de orçamentos, em obras e realizações da Junta Geral, desempenhando papel de grande importância para o desenvolvimento do arquipélago da Madeira.
Das variadíssimas realizações salienta-se:
- Classificação oficial das estradas da Madeira determinada pelo decreto nº28.592 de 14 de abril de 1938.
- Doação à Junta Geral dos terrenos para a construção do Estádio dos Barreiros - 24 de fevereiro de 1939[8].
- Na Misericórdia do Funchal e na Junta Geral conclui a construção do Hospital dos Marmeleiros, uma das primeiras casas hospitalares do País - 1931 e ampliação em 1940;
- Construção do Liceu Jaime Moniz inaugurado em 1946 [9]
- Negociação/expropriação por utilidade pública da Quinta das Cruzes, na qualidade de Presidente substituto da Junta Geral do Funchal  - 9 de fevereiro de 1948;
- Plano de Fomento do Porto Santo[10], que segundo as Ilhas Zarco foi resultado de "... um memorial do Eng. António Egídio Henriques de Araújo, presidente substituto da Junta Geral, que sob o patrocínio do Ministro das Obras Públicas, Engenheiro José Frederico Ulrich, obteve despacho ministerial favorável favorável a 30 de junho de 1951...". Segundo Arantes e Oliveira este Plano foi uma " Verdadeira obra de inteligência e de carinho ela ficará sem duvida na história do Porto Santo como um dos mais notáveis documentos."
- Exposição escrita ao estado central para a compra da Quinta Deão;
- Construção da Levada do Norte uma das mais importantes obras da Madeira - 1952;
- Estudo e compra dos terrenos para criação e instalação do Jardim Botânico da Madeira - 1953. Após este estudo a Junta Geral decidiu adquiriu a Quinta do Bom Sucesso para a instalação do Jardim Botânico, inaugurado sob orientação do Eng. Rui Vieira em 1960;
- Rede Elétrica da Calheta - PT - 1 de outubro de 1955;[11]

## Comissão Distrital da Assistência
Foi vice-presidente da Comissão Distrital da Assistência e depois nomeado presidente por alvará do governador do Distrito, sucedendo assim ao Eng. Rui Vieira. A posse deste novo cargo foi-lhe dada no Palácio de S. Lourenço a 20 de outubro de 1961 terminando a 11 de março de 1964.
Em 29 de Janeiro de 1963, apresenta por escrito ao então Governador do Distrito Autónomo do Funchal o Dr. João Inocêncio Camacho de Freitas, o seu pedido de demissão de Presidente desta Comissão, por razões de saúde e por não concordar com a centralização dos serviços assistenciais, que levaram a diminuição de receitas que aumentaram o problema Hospitalar da Madeira e não concretização da promessa da construção do novo edifício da Escola Salesiana de Artes e Ofícios do Funchal.

## Fábrica Leão - Empresa de Cervejas da Madeira

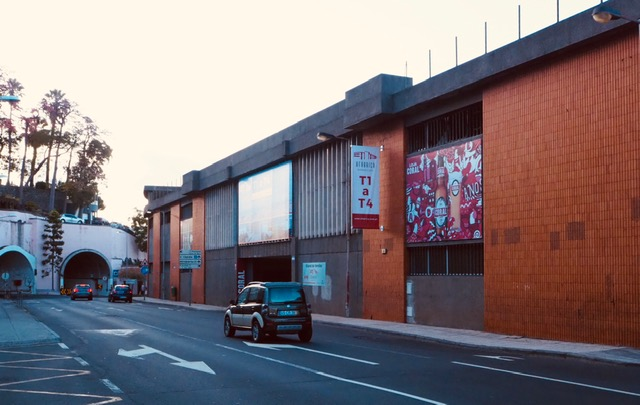
ECM - Rua Alferes Veiga Pestana

Em 1919, após a chegada à Madeira, trabalhou, geriu e administrou a Fábrica Leão que pertencia à Sociedade Araújos, Tavares e Passos Ld.ª fundada em 1922.
Em 1934, após a falência do Banco Henrique Vieira da Silva e devido a grande recessão que se seguiu, como sócio e administrador das empresas “Araújo, Tavares e Passos, Lda.” e Sociedade da “Água do Porto Santo Lda.”, realizou uma cessão de quotas, da primeira para a segunda empresa, alterando a razão social para “Empresa de Cervejas da Madeira, Lda. (ECM)” admitindo na mesma altura dois novos sócios: “H.P. Miles” & “Leacok & e Companhia Lda.
Surgia assim a “Empresa de Cervejas da Madeira” que resulta assim da fusão das duas únicas fábricas de cerveja da Madeira – “Fábrica Leão” e “Fábrica Miles” propriedade de “Araújo, Tavares e Passos, Lda.” e “H.P Miles & Companhia”, respetivamente.
Daqui, resultou que a “Água do Porto Santo Lda.” ficou com 47%, a “H.P Miles & Companhia” com 47% e a “Leacok & e Companhia Lda.” com os restantes 6% da nova empresa.
Em 1965, no comando da ECM e em resultado das boas relações que tinha com Humberto Pelágio administrador da Central de Cervejas, propõe que a “Água do Porto Santo Lda.” e a “H.P Miles & Companhia” cedam, cada uma, 15% das suas quotas á Sociedade Central de Cervejas, evitando assim uma concorrência no mercado da cerveja da Madeira que poderia se fatal para a ECM.
Em 1974, a quota de 32% propriedade da “Água do Porto Santo Lda.” na Empresa de Cervejas da Madeira foi nacionalizada, com graves prejuízos que dai advieram. A quota nacionalizada, após Revolução Portuguesa de 1974, ficou então na posse, o Governo Regional da Madeira que a vendeu em 1999 ao atual proprietário.
A ECM, entre várias bebidas, produziu a brisa maracujá, a laranjada e a cerveja Coral.

## Sociedade de Água do Porto Santo

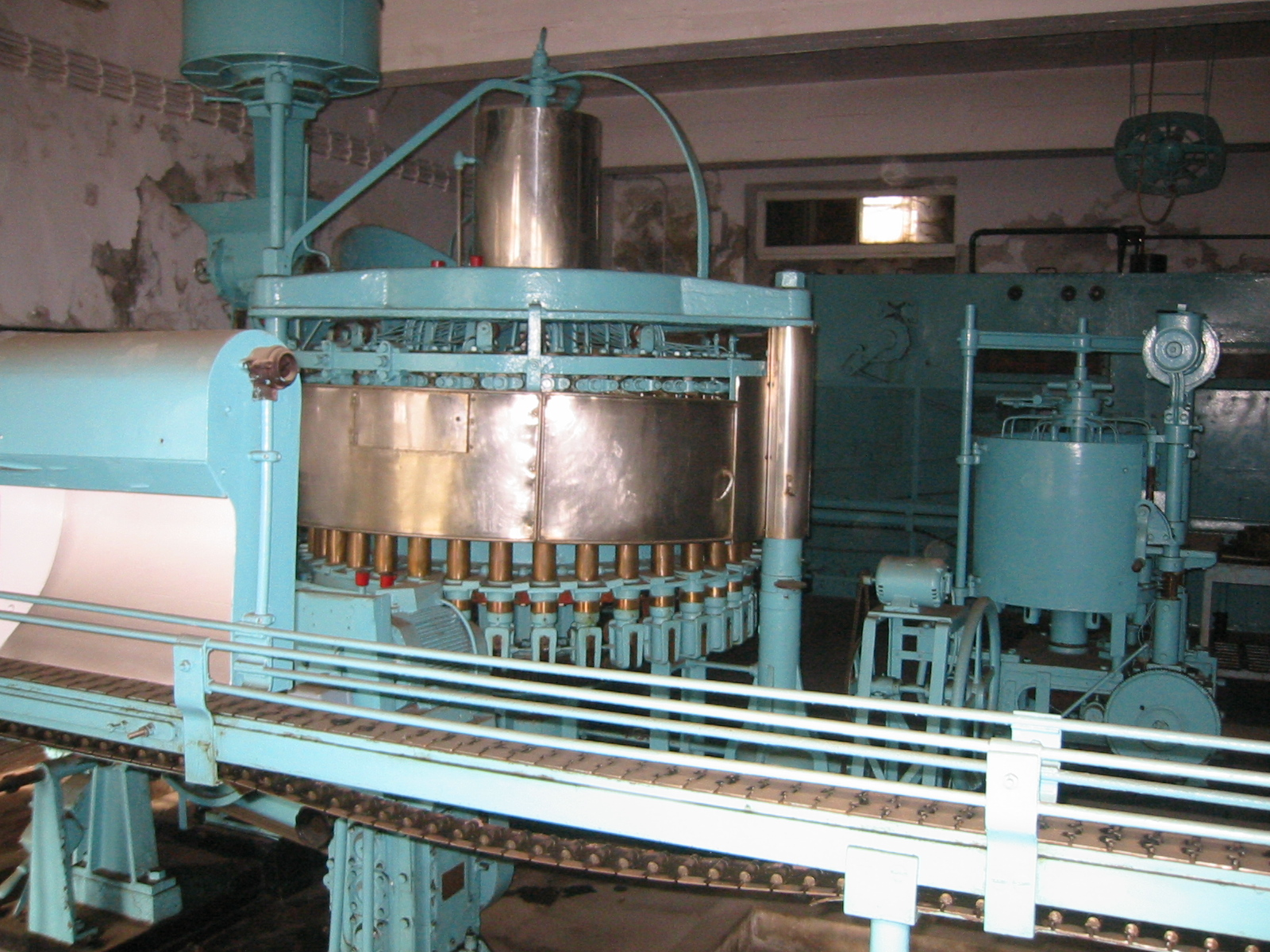
Máquina de enchimento - Porto Santo

Após a nacionalização da ECM, manteve-se como gestor e administrador da Sociedade de Água do Porto Santo, cujo edifício/fábrica da água, construído em 1922, imponente e de estilo apalaçado, foi registado em 1959 na Sociedade de Águas do Porto Santo.

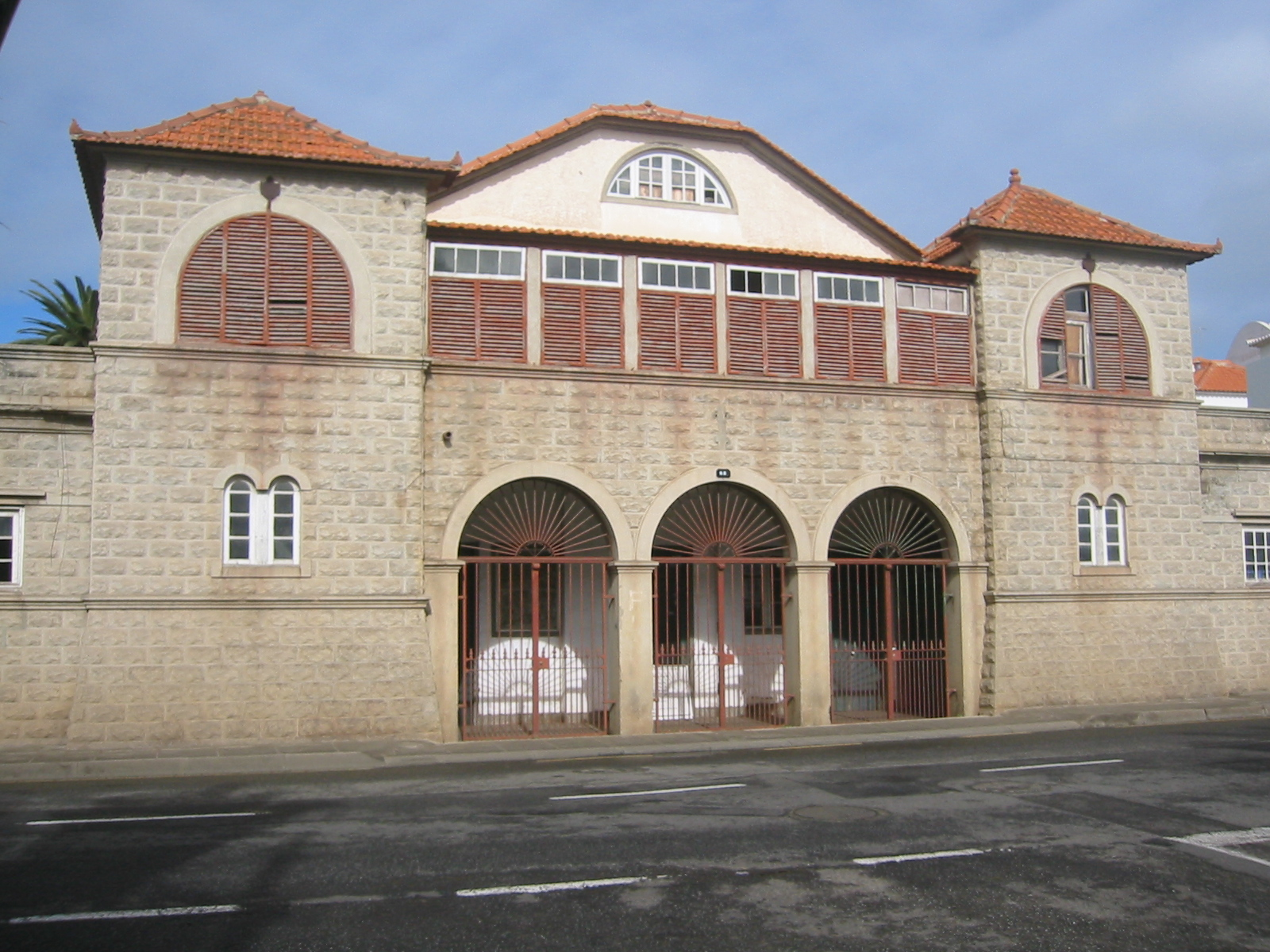
Casa das Águas - Fábrica - Porto Santo

Em 1967, após a apresentação de um projeto de remodelação, a Fábrica passou a contar com uma linha de enchimento automático, uma rede de esgotos eficaz, uma nova galeria de captação, a cabine e bombas da nascente da Fontinha nº2, dotando a fábrica de condições compatíveis com as exigências de mercado. Antes, a fábrica funcionava com máquinas movidas a vapor, que ainda se pode observar no interior da Casa das Águas. Muitas das garrafas eram transparentes e tinham um rótulo pirogravado que dispensava o uso de papel.
A extração de água para o enchimento, na nascente da Fontinha nº2, tinha um caudal de 50 litros por minuto e foi confirmada por despacho ministerial de 28 de Novembro de 1966, publicada no Diário do Governo, III Série em 2 de Janeiro de 1967.
Desde essa altura, até 2 de outubro de 1995 a fábrica funcionou normalmente, com crescimentos superiores a 15%, em 1994 e 1995, na venda das águas tanto gaseificadas como nas águas sem gás. Em 1995 estava previsto atingir vendas de mais de 250.000 litros de Águas do Porto Santo.
Até que, por indicação da Inspeção Regional de Atividades Económicas, a fábrica foi encerrada por alegadamente a água estar bacteriologicamente imprópria para consumo.
Em 10 de julho de 2000 a Sociedade de Água do Porto Santo Lda. foi absolvida de todos as supostas irregularidades de que era acusada, conjuntamente com o seu gerente.

## Imobiliário compra e venda de propriedades

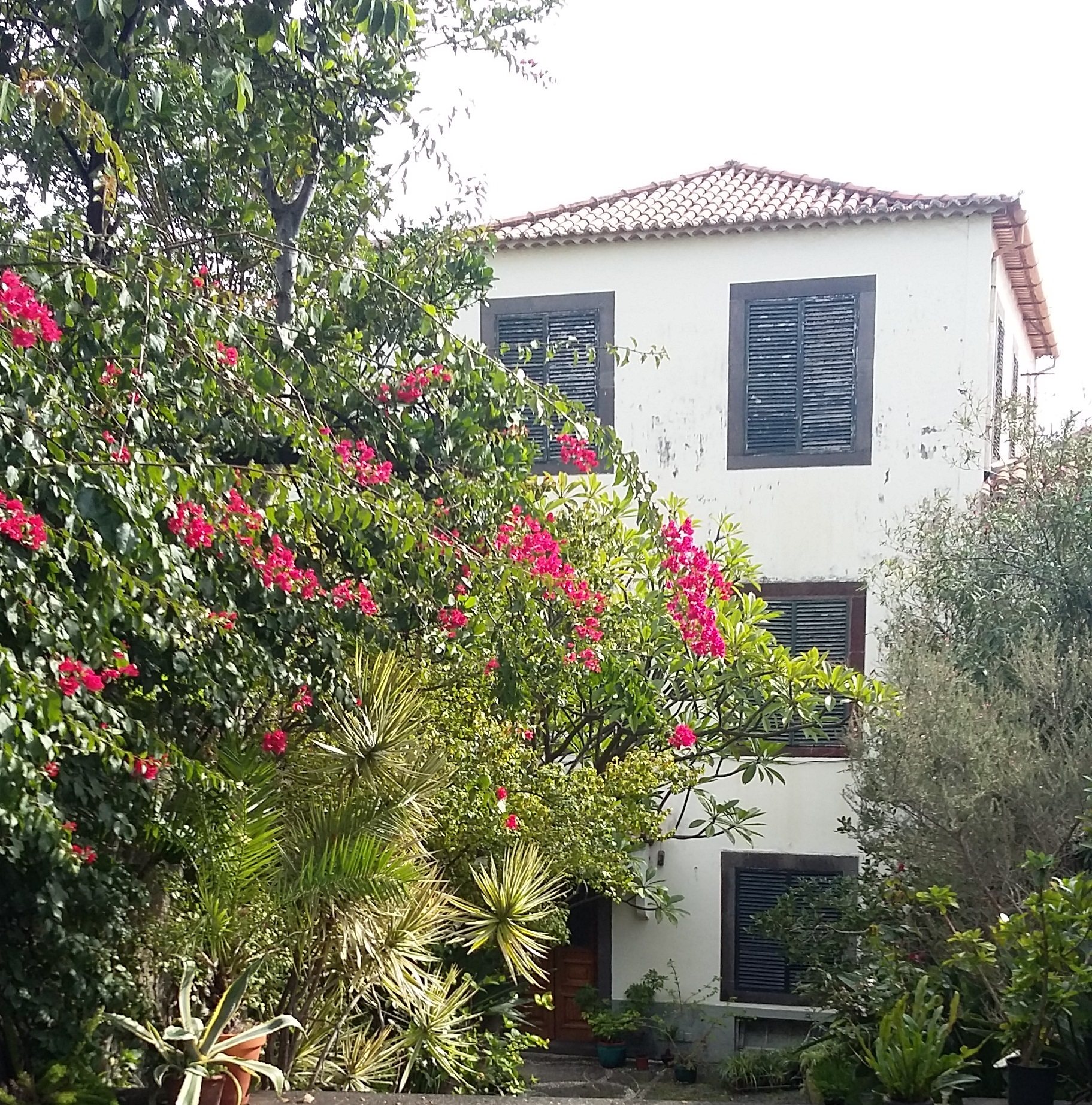
Rua da Torrinha 36 - "GAIVOTA"

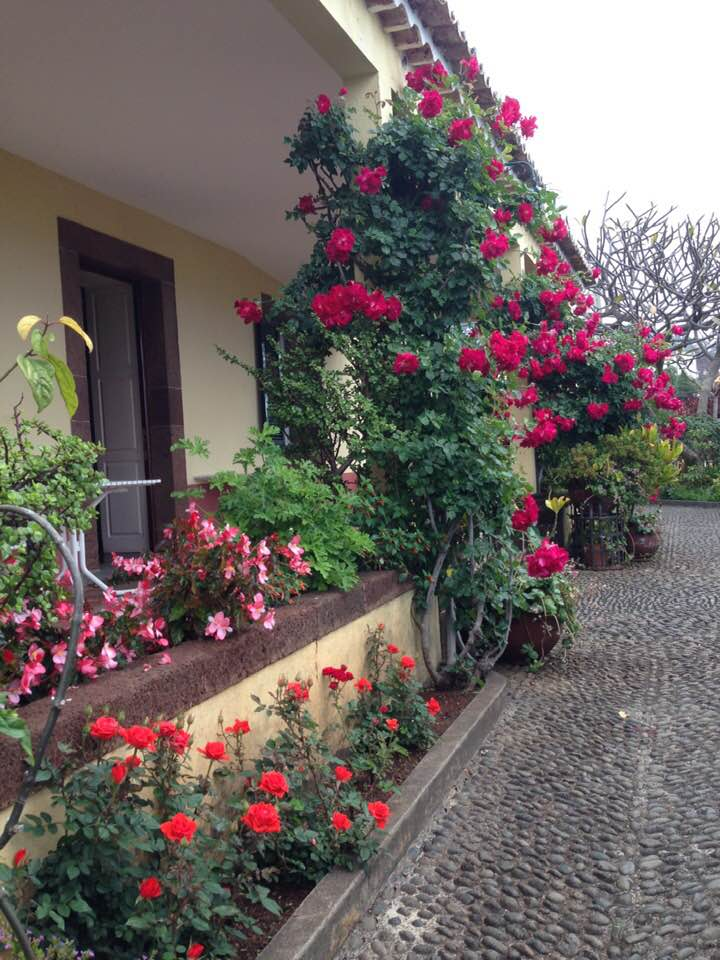
Quinta dos Pinheiros - Rua da Torrinha nº86

Na qualidade de responsável pelo património familiar, comprou e vendeu diversas Quintas no Funchal, onde viveu:
- Rua da Torrinha nº36, onde nasceram os primeiros três filhos;
- Quinta do Bom Jesus (1945) onde fez um Hotel e onde estiveram instalados os combatentes de Gibraltar durante a II Guerra Mundial. Nasceram aqui dois filhos o Luís Eugénio e a Isabelinha;
- Quinta de Santo Amaro, nasceu a Beatriz. Terreno onde estão os armazéns do Pingo Doce e do Aki. A casa fica no cruzamento do caminho de Santa Quitéria com o Caminho do Poço do Barral;
- Casa da Rua da Conceição nº86. Um casa senhorial onde nasceu a Maria Ângela;
- Casa da Calçada de Encarnação, onde nasceu o Fernando e a Maria Eugénia;
- Voltou a Casa da Torrinha nº36 depois de ampliar a casa com mais um piso.
- Quinta dos Pinheiros, na Rua do Torrinha nº86, onde faleceu em 1977.  Esta Quinta foi a primeira casa construída fora da malha urbana da cidade do Funchal no século XVII, pelos franciscanos como casa de repouso e evidencia ainda uma pedra com um cálice e velas gravadas. Mais tarde pertenceu à firma Cossart  Gordon and Co. e em 1721 funcionava como Bachelor's Hall onde se reuniam os exportadores de vinho da Madeira. O Dr.Robert Kalley, médico escocês veio para a Madeira em 1838 devido à saúde frágil da sua mulher. Fundou  um hospital onde  atendia  os doentes  e 20  escolas iniciando  assim a sua missão evangelizadora. Em 1846 por incompatibilidades com as autoridades eclesiásticas e civis foi expulso e a sua casa  incendiada, tendo passado a última noite na Quinta dos Pinheiros e embarcado no dia seguinte disfarçado para os USA. Cerca de 2000 madeirenses partiram com ele e fundaram a cidade de Jacksonville entre os quais os antepassados de Sam Mendes ,o realizador do filme American Beauty. A Quinta dos Pinheiros foi oferecida como prenda de casamento a Maria Ana de Bianchi em 23/06/1906 com Charles Blandy Cossart e nos  anos sessenta foi adquirida pelo Eng. António Egídio Henriques de Araújo. Nesta Quinta instalou um sistema de painéis solares para aquecimento das águas desenvolvido em Israel.

Além das Quinta onde viveu, salienta-se ainda:
- Quinta da Fajã no Caminho do Palheiro, seria a Casa de Férias;
- Quinta da Pena na Rua Pedro José de Ornelas, vendida ás irmãs da Madre Wilson onde hoje funciona o Colégio de Santa Teresinha;
- Quinta Faria na Rua dos Ilhéus que passou para o seu filho Dr. Jorge Malheiro de Araújo;

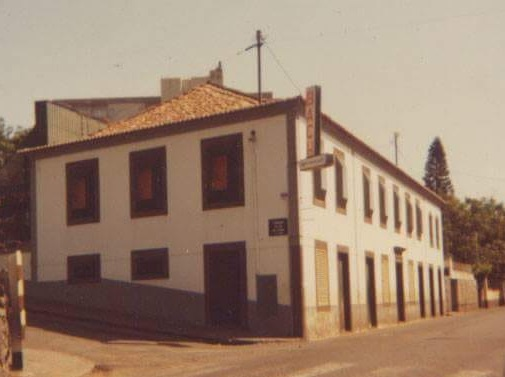
Supermercado Bach - Lido - Funchal

- Quinta do Pilar - 1962

## Outras atividades relevantes
Durante a sua vida, essencialmente na administração e gestão do património familiar - por ser o único homem da sua família (tinha quatro irmãs) - mas também em património particular, criou e empreendeu diversas atividades, muitas delas verdadeiramente inovadores para a época:
- Com a empresa que criou a Araújo e filhos Lda. criou o 1º supermercado no Funchal na Rua das Pretas e mais tarde um 2º na zona do Lido, com estacionamento, que foi mesmo uma referência a nível nacional. Os supermercados foram denominados - Supermercado Bach.
- Nos terrenos que possuía na freguesia dos Prazeres, Concelho da Calheta, desenvolveu  e criou pomares de produção de maças de diversas qualidades.
- No Porto Santo em vários terrenos de que era proprietário, dedicou-se à produção de tomate e de passas de uva de excelente qualidade;
- Em Santo Amaro, Funchal, nos terrenos agora da Pingo Doce, plantou e produziu algumas frutas de grande qualidade, ameixas, laranjas, tangerinas e cana de açúcar, utilizando  exemplares e experimentação produzidos nos Parques Agrícolas da Junta Geral do Funchal.
- Foi proprietário de um automóvel industrial que rodou nas veredas da Madeira com correntes adaptadas nas rodas com a qual subiu as escadarias exteriores da Igreja do Colégio no Funchal. Teve também um Citroen M-474 que participou no 1º Rally da Madeira em 1948. Existe uma foto do desfile no Estádio dos Barreiros, conduzido por um funcionário da fábrica Leão de nome Francisco.
- Implementou no ano 1969/70, com as suas filhas, Maria Ângela e Maria Eugénia um modelar e inovador Jardim de Infância denominado "A Gaivota" na Quinta da Rua da Torrinha nº36, que foi estabelecimento de ensino de referência e verdadeiramente percussor deste tipo de equipamentos na Região Autónoma da Madeira. São dezenas de madeirenses, em atividade, nos mais diversos domínios que aqui tiveram os primeiros anos de ensino. Encerrou em 1976/1977.